# Iván González
Iván Emmanuel González Ferreira, mais conhecido como Iván González (Assunção, 28 de Janeiro de 1987, é um futebolista paraguaio que atua como Meio-Campo. Atualmente está no Club Guaraní.

## Carreira
Iniciou-se no Guaraní futebolísticamente falando. No demais, teve uma passagem pelo St. Gallen da Suiça,
Depois foi a filial do VfB Stuttgart. Em 2006 voltou ao futebol paraguaio, mais exatamente para o Olimpia de Paraguay onde não teve muitas oportunidades. Em 2007 passou pelo Sportivo Luqueño e na segunda metade de 2007 foi ao FC Wil da Suiça onde desempenhou a sua melhor conquista desportiva.
Em 2009 voltou ao Paraguai ao Sol de América onde participou de grande torneio onde teve altos e baixos no rendimento pesoal que privaram a possibilidade de aparecer. E nas vezes que se fixou fez a diferença.
Na segunda metade de 2009 foi contratado pelo Cerro Porteño, o ultimo campeão paraguaio. Em 2010 foi contratado pelo Atlético Paranaense, seu clube da infância, para a disputa do Campeonato Brasileiro. Ele marcou dois gols pela competição. O Atlético Paranaense adquiriu 50% do seu passe. Em Março de 2011 Iván foi dispensado pelo Atlético Paranaense e em seguida contratado pelo América de Natal.
Em 2012, ao deixar América de Natal foi repatriado pelo Club Guaraní, onde disputa atualmente a Copa Libertadores da América de 2015.
Ivan caracteríza-se pelo seu forte chute e sua velocidade.

## Títulos
- Campeonato Alemão : 2006
- Campeonato Paraguaio: 2007 e 2009
- Campeonato Suíço: 2008